# Sylvie Vassallo
Pour les articles homonymes, voir Vassallo.
Sylvie Vassallo, née le 12 septembre 1963 à Grasse (Alpes-Maritimes), est directrice du Salon du livre et de la presse jeunesse depuis 2001.

Durant ses études, elle s'engage en politique, devient responsable de l'Union des étudiants communistes puis dirige le Mouvement Jeunes Communistes de France de 1993 à 1997.

Au début des années 2000, elle prend ses distances avec cet engagement, alors qu'elle se reconvertit dans le champ de la culture et du livre. Elle développe alors le secteur numérique au salon du livre et de la presse jeunesse, avant d'en prendre la direction.

Début 2016, elle intègre le collège des administrateurs de La Philharmonie de Paris. Elle est au Who's Who in France depuis 2017

## Biographie
Fille de l'enseignant Georges Vassallo, maire communiste de Grasse de 1977 à 1983, Sylvie Vassallo passe son enfance et son adolescence dans le Sud-Est, à proximité de la frontière transalpine. Elle en garde une pratique courante de l'italien et une inclinaison particulière pour la culture de ce pays. Elle quitte Nice en 1985 pour venir s'installer en région parisienne.

### Formation
Étudiante à l’Université Nice Sophia Antipolis, Sylvie Vassallo devient titulaire d'une maîtrise d'économie en 1985. Sa passion pour les livres pour enfants et les images la conduit à passer le concours de bibliothécaire, qu'elle obtient en 1998. Depuis, ses responsabilités professionnelles l'ont amené à un travail de création, d'échanges et d'études avec les plus grandes figures de la littérature de jeunesse dont elle est devenue, aujourd'hui, une experte reconnue.

### Parcours
Sylvie Vassallo s'intéresse au syndicalisme étudiant, au mouvement social et s'engage très jeune au sein du Mouvement Jeunes Communistes de France (MJCF). Elle deviendra successivement rédactrice en chef de son organe de presse (Avant-garde), responsable de l'Union des étudiants communistes et enfin Secrétaire générale de ce mouvement de 1993 à 1997. Elle est aussi présente sur la liste du PCF conduite par l'euro-député Francis Wurtz lors des élections européennes de 1994. Elle quitte le PC peu de temps après son départ du MJCF.
Arrivée en 1999 au sein de l'équipe du Salon du livre et de la presse jeunesse en Seine-Saint-Denis, elle commence par y développer le secteur numérique avant d'en prendre, deux années plus tard, la direction au départ de sa fondatrice, Henriette Zoughebi. Sous son impulsion, le Salon prend une dimension européenne, ce qui lui vaut d'être désormais reconnu comme l'un des plus grands festivals littéraires jeunesse en Europe. Son goût pour l'illustration la pousse à s'investir de façon concrète dans le commissariat des expositions qui sont présentées chaque année. Elle participe également à la création d'autres expositions autour de la littérature jeunesse comme "Spirou, un héros dynamique", accueillie à la Cité internationale de la Bande Dessinée et de l'image (Angoulême, 2013).
En 2011, elle crée "l'école du livre de jeunesse", un centre de formation à la médiation littéraire dédié à toutes les formes de narration pour jeunes et enfants. Les réflexions et la création d'outils de médiation dans le domaine du numérique et les projets d'actions littéraires et sociales en direction des publics éloignés du livre font également partie des axes prioritaires qu'elle a mis en œuvre pour favoriser l'accès à la lecture et la culture pour tous,.

### Mandats électifs
De 2008 à 2014, Sylvie Vassallo a été conseillère municipale de Vitry-sur-Seine, sa ville de résidence dans le Val de Marne (90.000 hab), chargée de la lecture publique. Elle siège au sein d'un groupe d'élus alternatifs et progressistes associés localement à Europe Écologie Les Verts.

### Autres activités
Elle est à l'origine de la création du projet européen Transbook plateforme de réflexion et d'action sur la transition numérique. Elle participe à l'équipe de chroniqueurs culture d'une émission culturelle de BFM business . Elle participe au Conseil d’administration de la Philharmonie de Paris.

## Distinctions

### Décorations  officielles
- Chevalier de la Légion d'honneur en mai 2014[10].
- Chevalier de l'ordre national du Mérite en 2023
- Officier de l'ordre des Arts et des Lettres en aout 2018
  -  Chevalier de l'ordre des Arts et des Lettres en aout 2013

### Nominations
- Début 2016, elle intègre le collège des administrateurs de La Philharmonie de Paris.
- Membre du Who's Who in France[1]

## Ouvrages publiés
- 2001 : Les enfants et les livres d’abord ! - Article, Revue Spirale no 20, 2001, Éditions Érès
- 2003 : Des roses, des choux, des bébés et des livres, Revue Spirale n° 28, Éditions Érès
- 2004 : De l'autre côté de l'écran, Arapa.net, un site de création multimédia, article, Les dossier de l'ingénierie éducative
- 2004 : Les dessous du Petit chaperon rouge, réflexions sur un conte illustré et ses illustres illustrations, Édition Mango
- 2006 : Regards sur le livre et la lecture des jeunes, La Joie par les livres à 40 ans, BNF
- 2006 : Banlieue, lendemains de révolte, Ouvrage collectif, Éditions La Dispute
- 2006 :  Tête à tête et autres jeux de miroirs, Éditions courtes et longues
- 2007 : Play (post face) Éditions Mémo
- 2013 : Numérique, transition de support, conversion ou révolution du livre pour enfants ? - notice, Le dictionnaire du livre de jeunesse, Éditions du cercle de la librairie
- 2014 : Les livres de jeunesse ne sont pas des manuels de morale, tribune, Le Monde (février 2014)
- 2014 : La littérature jeunesse, un art majeur, article, Libération (novembre 2014)
- 2015 : Face à l'obscurantisme, le Salon du livre et de la presse jeunesse aura lieu, article, Libération (novembre 2015)